# 秋田市八橋運動公園球技場
秋田市八橋運動公園球技場（あきたしやばせうんどうこうえんきゅうぎじょう、Akita Yabase Playing Field）は、秋田県秋田市の八橋運動公園内にあるサッカーやラグビーに使用される球技専用スタジアム。施設は秋田市が所有し、秋田市教育委員会スポーツ振興課が運営管理を行っている。
2014年に日本プロサッカーリーグ（Jリーグ）に加盟したブラウブリッツ秋田の本拠地として、2014年から2018年まで大多数の主催試合を開催していた。2019年からは隣接する秋田市八橋運動公園陸上競技場（ソユースタジアム）で同年度の主催全試合を開催しており、当スタジアムの使用予定はない。ただし、2019年度はJリーグに届け出た登録上の本拠地はA-スタのままだったが、2020年からソユスタに本拠地登記を完全に一本化している。
2023年からは、秋田市を拠点に活動する特定非営利活動法人（NPO法人）秋田スポーツPLUSが命名権を取得し、「秋田スポーツPLUS・ASPスタジアム」の呼称を用いている（詳細後述）。
なお、ブラウブリッツ秋田では将来的に第2球技場（スペースプロジェクト・ドリームフィールド）付近を含め数か所にJ1・J2基準を充足することを念頭に置いた専用球技場を建設する予定があるが、詳細についてはブラウブリッツ秋田#スタジアム・練習場の項目を参照されたい。

## 歴史
- 1953年8月：開場[1]。
- 1961年9月：メインスタンド上屋を設置[1]。
- 1978年7月：夜間照明を設置[1]。
- 1982年6月：暗渠排水を布設[1]。
- 2001年：グラウンド芝生化および夜間照明設備の改修[1]。
- 2002年3月：バックスタンド改修とサイドスタンド新設[1]。
- 2004年7月：メインスタンド改修[1]。
- 2005年10月：第2球技場開場[2]
- 2007年：第62回国民体育大会（秋田わか杉国体）のサッカー成年男子が開催。
- 2014年9月：命名権により、メイン球技場は「あきぎんスタジアム」、第2球技場は「スペースプロジェクトドリームフィールド」へそれぞれ改称。

## 施設

### 秋田スポーツPLUS・ASPスタジアム
- フィールド：130m×80m[1]
- 収容人員：4,992人（メインスタンド1,892人、バックスタンド1,300人、サイドスタンド1,800人）[1][3]
  - メインスタンドのみ座席、他は芝生席。
- 照明設備あり　ただしJリーグ基準照度を満たしてないためJリーグでは使用せず。

### スペースプロジェクトドリームフィールド

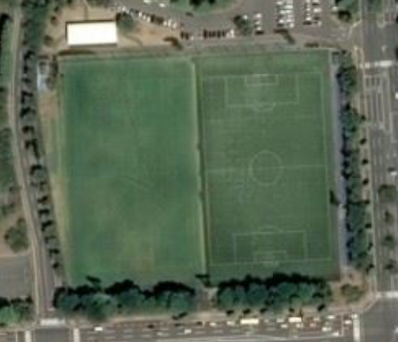
Dフィールド(右)と健康広場

- フィールド（人工芝）[2]
- 収容人員：730人[2]
- 照明設備あり

## 施設命名権
2014年8月19日、秋田市に本店を置く地方銀行の秋田銀行が当球技場の命名権を取得し、秋田市とネーミングライツに関する契約を締結した。契約期間は2014年9月1日から2017年3月31日までの2年7ヶ月間（年額325万円）で、「あきぎんスタジアム」（略称：A-スタ）の呼称を用いる。
また近接する第2球技場についても、同時に命名権を募集し、秋田市のイベント企画会社「スペースプロジェクト」（東京都中央区に本社がある同名のアダルトゲームソフトメーカーとは無関係）と締結、「スペースプロジェクトドリームフィールド」の呼称が使われることになった。こちらも契約期間はA-スタと同時だが、年間契約金は72万円である。なお秋田市の調べによると、秋田県内の公営施設の命名権は初めてである。
いずれも、2017年4月1日から2020年3月31日までの3年間、年間契約金同額で更新されている。
2020年4月1日から2023年3月31日までの3年間については、「スペースプロジェクトドリームフィールド」は同額で契約を更新したが、当球技場についてはブラウブリッツ秋田が本拠地を移動したことを理由に秋田銀行側が契約を延長しない意向を示した。このため、契約金を220万円に引き下げて公募を実施したところ、秋田銀行のみ応募があり、契約金を引き下げる形で更新されることになった。
2023年の契約更新に当たっては、スポーツスクールや放課後児童健全育成事業を展開するNPO法人・秋田スポーツPLUSが応募し、同年4月より3年間「秋田スポーツPLUS・ASPスタジアム」と改名されることとなった。契約額は年額110万円。応募に当たっては、NPO理事長の加藤光平が「無料紙に出稿する感覚で、広告費月9万円相当の出費に踏み切った」と述べている。

## アクセス

### バス
- JR秋田駅西口より秋田中央交通バス「県立プール線・臨海営業所線・県庁経由大川反車庫線・寺内飯島北線・県庁経由秋田厚生医療センター線・泉八橋環状線（八橋回り）」で「文化会館・八橋球場前」下車、徒歩5分[1][3]

### 自動車
- 秋田自動車道・秋田中央インターチェンジより8km（約20分)[1][3]。八橋運動公園内、秋田県庁、秋田市役所の駐車場が利用可能（県庁・市役所駐車場は平日を除く）。

## 周辺
- 日吉八幡神社
- 秋田市八橋運動公園陸上競技場
- 秋田市八橋運動公園硬式野球場
- 秋田県立体育館
- 秋田テレビ本社

本社備付の情報カメラが当スタジアム周辺を映しているため、同局の番組で秋田市の風景が流れる際はスタジアムの内部が映り込むことが多い。

## ギャラリー

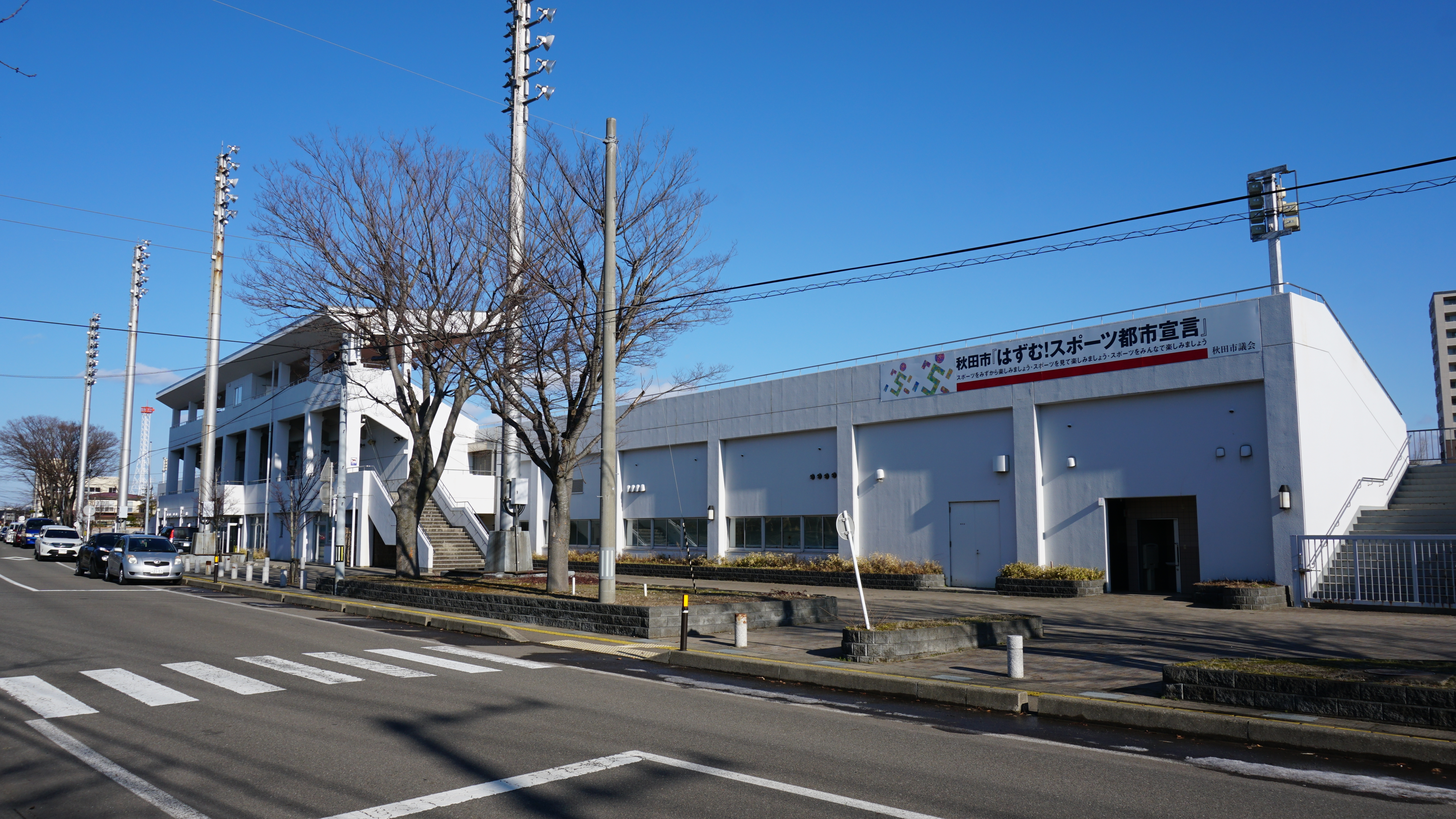
球技場外観
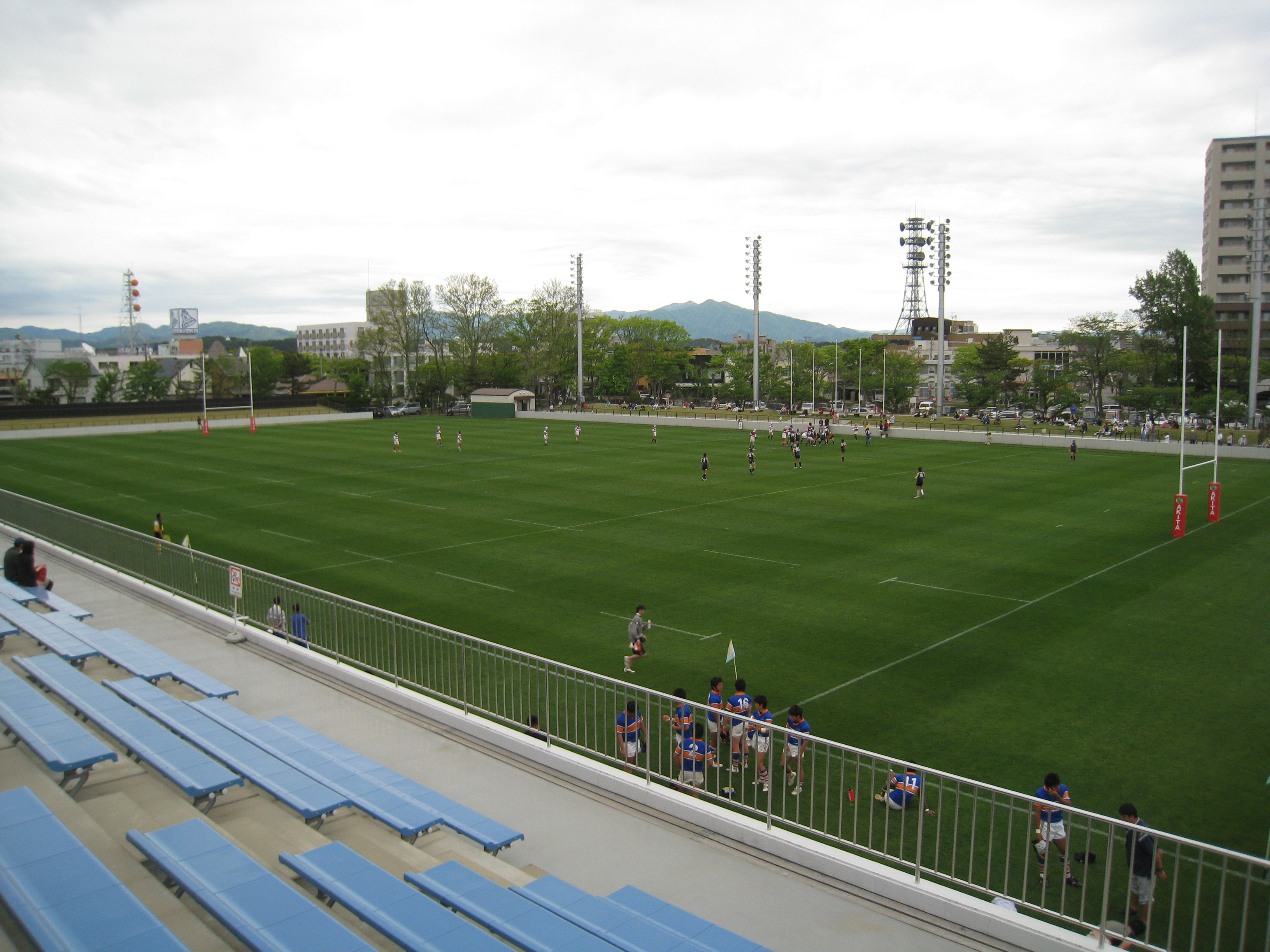
メインスタンドから見る